# Dangerous Romance
『Dangerous Romance』 (タイ語: หัวใจในสายลม、デンジャラス・ロマンス)は2023年にタイで放送されたタナポン・スクムパンタナーサーン (パース)とワチラウィット・ルーアンウィワット (チモン)が主演するテレビドラマシリーズである。2023年8月18日から同年11月3日までの金曜日20:30 (ICT)にGMM 25にて放送され、同日22:30 (ICT)からはViuにて配信された。 日本でも同年9月13日よりTELASAにて配信された。

## 制作
リッ・パドゥン・サマジャンとウォーラウット・タナマーチャイチャルーンが監督しGMMTVがFillframeと共に制作した本作は、GMMTVが2022年11月22日に開催した"GMMTV 2023 Diversely Yours,"のイベント内にて2023年放送予定の19のドラマシリーズのうちの一つとして紹介された。

## キャスト

### 主演
- ガンハン：タナポン・スクムパンタナーサーン (パース)
- サイロム：ワチラウィット・ルーアンウィワット (チモン)

### 助演
- ガーイ：パーフン・チヤチャルン (マーク)
- ナーワー：パウィン・クンカランヤウィット
- ピムファー：ベンヤーパー・ジーンプラソーム (ヴィウ)
- ナップダオ：ワンウィモン・ジェーンアサワメティー (ジューン)
- サイファー(サイロムの兄)：プロンフィリヤ・トンプッタラック (パーペン)
- ネーム：パーヌロート・チャルームキットポーンタウィー (ペッパー)
- オトー：タナセート・スリヤポーンチャイクン (ユーロ)
- マックス：チャヤコーン・ジュターマー (JJ)
- ギン(ガンハンの祖母)：クンチョン・ナ アユタヤ (ピムケー)
- コンギアット(ガンハンの父親)：Natchukorn Maikan (Nong)

### ゲスト出演
- ガレージオーナー：Phadung Samajarn (Lit)  (1, 4話)
- ガンハンの母親：Savika Kanjanamas (Tuang) (3話)

## オリジナルサウンドトラック
| タイトル                       | アーティスト  | 備考  |
| ------------------------------ | ------------- | ----- |
| สายลม (Wind)                   | Chimon        | [ 6 ] |
| ไม่ต้องเป็นแฟนก็ได้ (Here with you) | Perth         | [ 7 ] |
| ซบกันไปนานๆ (Sunset)            | Chimon, Perth | [ 8 ] |